# كوتشك الوم
كوتشك الوم (بالفارسية: کوچک‌الوم) هي قرية تقع في غلستان في إيران. يقدر عدد سكانها بـ 1,092 نسمة .